# Angela decolor
Angela decolor es una especie de mantis de la familia Mantidae.

## Distribución geográfica
Se encuentra en Bolivia.